# Max Lenz
Max Albert Wilhelm Lenz (Greifswald, 13 giugno 1850 – Berlino, 6 aprile 1932) è stato uno storico tedesco.

## Biografia
Lenz nacque dal padre prussiano, devoto al luteranesimo e notaio a Greifswald, Provincia della Pomerania. Dopo la scuola, studiò storia e filologia classica sotto Heinrich von Sybel, per tre semestri, a Bonn. Servì nel 1870-1871 nella guerra franco-prussiana e fu ferito nella battaglia di Villiers. Successivamente proseguì gli studi, prima a Greifswald, per un semestre, e poi a Berlino.
Nel 1874, terminò la sua tesi con il tema sulla Guerra dei cent'anni e il Concilio di Costanza. L'anno successivo inizia a lavorare per l'Archivio di Stato a Marburgo, con il compito di modificare la corrispondenza di Filippo I d'Assia. Che fu pubblicata in tre volumi dal 1880 al 1891. Nel frattempo, si occupò anche per la sua abilitazione, che terminò nel 1876. Nel decennio successivo, studio la Riforma protestante, pubblicando una biografia di Martin Lutero nel 1883 .
Nel 1881, fu professore presso l'Università di Marburgo e nel 1885 raggiunse la piena cattedra. Nel 1888, si trasferì nell'Università di Breslavia e nel 1890 presso l'Università Humboldt di Berlino.
Accanto a Hans Delbrück, Dietrich Schäfer, e Gustav Schmoller, diventò uno degli storici più importanti di Berlino. Fu un sostenitore della metodologia di Leopold von Ranke. Durante la Methodenstreit, Lenz fece un dibattito intellettuale, con Karl Gottfried Lamprecht. A Berlino, Lenz continuò a studiare la Riforma protestante, e pubblicò opere editoriali su Gustavo Adolfo e Albrecht von Wallenstein, ma iniziò, anche, a dedicare la sua attenzione ad altre epoche, come la rivoluzione francese, l'epoca napoleonica, e la prima età imperiale tedesca. Pubblicò anche la biografia di Otto von Bismarck nel 1902.
Nel 1911, Lenz fu il direttore della facoltà di storia, 1911-1912 e fu il rettore dell'università. Nel 1914, si trasferì al Colonial Institute di Amburgo. Nel 1922, si trasferì di nuovo a Berlino, dove morì.